# Numărul de control al Bibliotecii Congresului
Numărul de control al Bibliotecii Congresului (engleză Library of Congress Control Number, prescurtat LCCN) este un sistem de catalogare prin numere a Bibliotecii Congresului Statelor Unite ale Americii.

## Legături externe
- Library of Congress Name Authority File (NAF)
- Traditional and normalized forms of the LCCN
- LCCN Permalink Frequently Asked Questions
- Bibliographic Processing Cataloging Rules: Library of Congress Control Number (LCCN) la Wayback Machine (archived 13 mai 2016)